# Edmund Crispin
Bruce Montgomery (* 2. Oktober 1921 in Chesham Bois, Buckinghamshire; † 15. September 1978 in Devon, England; eigentlich Robert Bruce Montgomery) war ein englischer Komponist und unter dem Pseudonym Edmund Crispin als Krimiautor bekannt.

## Leben
Am St John’s College in Oxford, wo er 1943 seinen Abschluss in Modernen Sprachen machte, war Crispin zwei Jahre Organist und Chorleiter. Auch seine weitere Karriere verlief zweigleisig.
Während der folgenden zwei Jahre als Lehrer erschien bereits sein erster Krimi (Mord vor der Premiere, 1944). Die Hauptrolle darin hat er aus seiner Studienzeit übernommen: Sein Detektiv ist Professor Gervase Fen, Professor für englische Literatur in Oxford. Seine Geschichten zählen zu den anspruchsvolleren, humorvollen Krimis mit literarischem Anspruch und literarischen Anspielungen. Für seine schriftstellerische Arbeit wählte er das Pseudonym „Edmund Crispin“. Bis 1951 erschien jährlich ein Kriminalroman mit Professor Fen.
Unter seinem richtigen Namen Bruce Montgomery komponierte er dagegen zuerst Chor- und Gesangsstücke, bevor er Mitte der 50er die Filmmusik entdeckte. Ab 1958 zeichnete er unter anderem für zahlreiche Filme der Ist-ja-irre-Reihe musikalisch verantwortlich. 1961 schrieb er für den Film Skandal in der Whigmore Hall sowohl die Musik als auch das Drehbuch.
In den 60ern schrieb er neben seiner Filmarbeit Rezensionen über Krimis für die Sunday Times sowie gelegentliche Fen-Kurzgeschichten. Ebenso gab er einige Anthologien heraus, nicht nur mit Krimis, sondern auch eine siebenbändige Science-Fiction-Anthologie, die sehr zur Popularität des relativ neuen Genres in Großbritannien beitrug.
Schwere Alkoholprobleme führten allerdings dazu, dass nicht nur sein kreativer Ausstoß schwand, sondern auch seine Gesundheit schwer beeinträchtigt wurde. 1977 erschien noch einmal ein letzter Gervase-Fen-Roman, bevor Edmund Crispin 1978 nach einem Herzanfall starb.

## Bibliografie (als Edmund Crispin)

### Krimis
- Mord vor der Premiere (The Case of the Gilded Fly, 1944)
- Heiliger Bimbam (auch als: Seht das Motiv und nicht die Tat, Holy Disorders, 1945)
- Der wandernde Spielzeugladen (erste Übersetzung als: Mord im 1. Stock, The Moving Toyshop, 1946)
- Schwanengesang (Swan Song, 1947)
- Mit Geheimtinte (neue Übersetzung 2004: Liebe stirbt zuerst, Love Lies Bleeding, 1948)
- Begräbnis am Donnerstag (auch als: Der Pfarrer und sein Poltergeist, neue Übersetzung 2004: Mit Freuden begraben, Buried for Pleasure, 1948)
- … Vorm Tor der Leichenwagen (Frequent Hearses, 1950)
- Anonyme Briefe (auch als: Giftbriefe, The Long Divorce, 1951)
- Morde – Zug um Zug (Beware of the Trains, 1953, Geschichten)
- Der Mond bricht durch die Wolken (The Glimpses of the Moon, 1977)
- Fen Country (1979, Geschichten, nicht auf Deutsch erschienen)

### SF-Anthologien (Hrsg.)
- Best SF (1955)
- Best SF 2 (1956)
- Best SF 3 (1958)
- Best Tales of Terror (1962)
- Best SF 5 (1963)
- Best SF 6 (1966)
- The Stars and Under (1968)
- Best SF 7 (1970)
- Outwards from Earth (1974)

In Deutschland erschien 1977 eine Auswahl aus Best SF und Best SF 2 als „Science Fiction Stories 69“ in der Reihe Ullstein Science Fiction als Band Nr. 3378.

### Drehbuch
- Skandal in der Whigmore Hall (Raising the Wind, UK 1961)

## Filmmusik (Auswahl)
als Bruce Montgomery
- 1958: Kopf hoch – Brust raus! (Carry On Sergeant)
- 1959: 41 Grad Liebe (Carry On Nurse)
- 1959: Ist ja irre – Lauter liebenswerte Lehrer (Carry On Teacher)
- 1960: Ist ja irre – Diese strammen Polizisten (Carry On, Constable)
- 1961: Nicht so toll, Süßer (Carry On Regardless)
- 1962: Ist ja irre – der Schiffskoch ist seekrank (Carry On Cruising)